# La tangenziale
La tangenziale è un singolo del rapper italiano J-Ax e del cantautore italiano Elio, pubblicato il 23 ottobre 2015 come primo estratto dalla riedizione del quarto album in studio di J-Ax Il bello d'esser brutti.

## Pubblicazione
Il singolo è stato inizialmente distribuito nelle stazioni radiofoniche italiane, per poi essere reso disponibile anche per il download digitale a partire dal 13 novembre dello stesso anno.

## Video musicale
Il videoclip, diretto dai The Astronauts, è stato pubblicato il 10 novembre 2015 attraverso il canale YouTube del rapper.

## Tracce
1. La tangenziale – 3:32